# Kirgizistan i olympiska sommarspelen 2000
Kirgizistan deltog i de olympiska sommarspelen 2000 med en trupp bestående av 48 deltagare, 35 män och 13 kvinnor, och de tog totalt en medalj.

## Medaljer

### Brons
- Ajdyn Smaghulov - Judo, lätt lättvikt 60 kg

## Boxning
Bantamvikt
- Taalaibek Kadiraliev
  - Omgång 1 — Besegrade Ngoudjo Herman från Kamerun
  - Omgång 2 — Förlorade mot Clarence Vinson från USA (→ gick inte vidare)

Lättvikt
- Almazbek Raiymkulov
  - Omgång 1 — Besegrade Tumentsetseg Uitumen från Mongoliet
  - Omgång 2 — Besegrade José Leonardo Cruz från Colombia
  - Kvartsfinal - Förlorade mot Cristian Bejarano från Mexiko (→ gick inte vidare)

Lätt mellanvikt
- Nurbek Kasenov
  - Omgång 1 — Förlorade mot Hely Yanes från Venezuela (→ gick inte vidare)

Mellanvikt
- Vladislav Vizilter
  - Omgång 1 — Bye
  - Omgång 2 — Förlorade mot Zsolt Erdei från Ungern (→ gick inte vidare)

Lätt tungvikt
- Alexey Katulievsky
  - Omgång 1 — Besegrade George Olwande Odindo från Kenya
  - Omgång 2 — Förlorade mot John Dovi från Frankrike (→ gick inte vidare)

## Cykling
Herrarnas tempolopp
- Evgeny Wacker
  - Final — 1:00:21 (→ 17:e plats)

Herrarnas linjelopp
- Evgeny Wacker
  - Final — fullföljde inte (→ ingen placering)

## Friidrott
Herrarnas spjutkastning
- Dmitriy Shnayder
  - Kval — 66.40 (→ gick inte vidare)

Herrarnas släggkastning
- Nikolay Davydov
  - Kval — no mark (→ gick inte vidare)

Herrarnas maraton
- Nazirdin Akylbekov
  - Final — 2:31:26 (→ 70:e plats)

Damernas 400 meter
- Oksana Luneva
  - Omgång 1 — 54.98 (→ gick inte vidare)

Damernas spjutkastning
- Tatyana Sudarikova
  - Kval — 48.33 (→ gick inte vidare)

Damernas längdhopp
- Elena Bobrovskaia
  - Kval — 6.19 (→ gick inte vidare)

Damernas höjdhopp
- Tatyana Efimenko
  - Kval — no mark (→ gick inte vidare)

Damernas maraton
- Irina Bogachova
  - Final — 2:29:55 (→ 14:e plats)

## Fäktning
Herrarnas värja
- Aleksandr Poddubny